# Anatolij Sztyepanovics Gyatlov
Anatolij Sztyepanovics Gyatlov (oroszul: Анатолий Степанович Дятлов; Atamanovo, 1931. március 3. – 1995. december 13.) a csernobili atomerőmű üzemeltetési főmérnökének helyettese a csernobili atomerőmű-baleset idején.

## Életpályája
1931-ben született Szibériában. Édesapja első világháborús hadirokkantként folyami jelzőbójákat kezelt, édesanyja háztartásbeli volt. A család a Jenyiszej folyó melletti Atamanovóban élt, Krasznojarszktól mintegy 80 km-re. 1945-ben, 14 évesen megszökött otthonról. 1950-ben elvégezte a norilszki Bányászati és Kohászati Technikumot, majd 1953-tól 1959-ig a Moszkvai Mérnöki-fizikai Főiskolán Automatika és Elektronika Karon tanult, amelyet kitűnő eredménnyel végzett el.

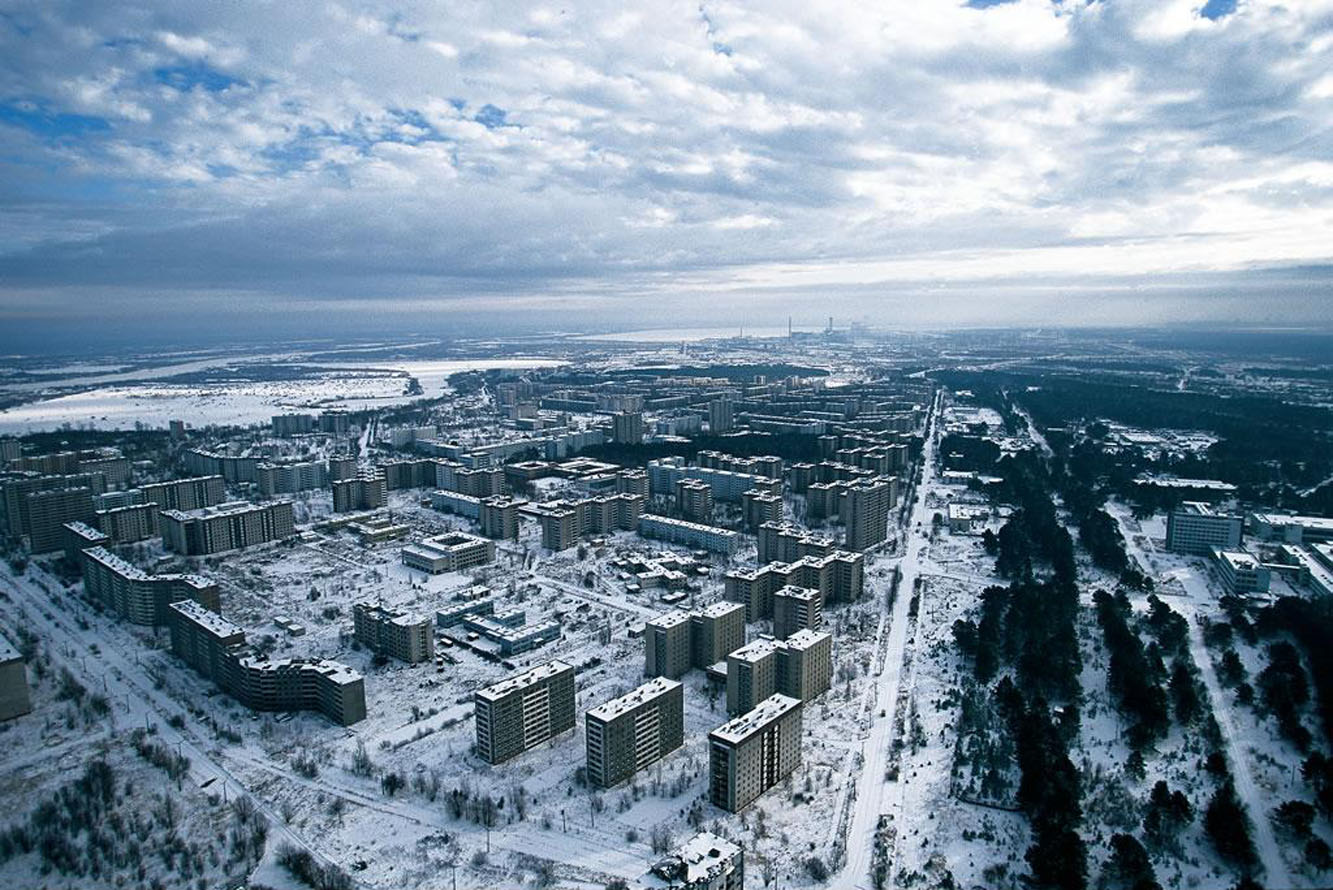
Pripjaty városa 2012-ben, ahol Gyatlov mérnök a Lenin sugárút 7. szám alatt lakott

Először Szibériában a komszomolszki hajógyárban dolgozott, ahol atomreaktorok tengeralattjárókba szerelését végezte. Egy nukleáris baleset miatt, Gyatlov 200 rem sugárterhelést kapott, amely általában enyhe sugárbetegséget, hányást, hasmenést, fáradtságot és a fertőzésekkel szembeni ellenállás csökkentését okozza.

### Csernobil
1973-ban költözött Pripjatyba, hogy az épülő csernobili atomerőmű építkezésén dolgozzon, ahol később egészen a főmérnök-helyettesi posztig jutott el a ranglétrán. Elnyerte a Becsület Rendjele kitüntetést és A Munka Vörös Zászló Érdemrendjét. 1982-ben helyettes főmérnökként dolgozott, a harmadik és a negyedik reaktorblokkot vezette. Pripjatyban a Lenin sugárút 7. szám alatt lakott.
1986. április 26-án felügyelt egy tesztet az atomerőmű 4. blokkjában, amely a történelem legsúlyosabb atomerőmű-balesetét eredményezte. A baleset alatt Gyatlovot 390 rem (3,9 Sv) súlyos sugárdózis érte, amely 30 nap elteltével az érintett személyek 50%-nál halált okoz, azonban ő életben maradt. Viktor Brjuhanovval és Nyikolaj Fominnal Gyatlovot a biztonsági előírások be nem tartásáért bíróság elé állították. 1987-ben a Szovjetunió Legfelsőbb Bírósága mindhárom személyt 10 év börtönbüntetésre ítélte. Gyatlov négy év után az Andrej Szaharov és más ismert tudósok által aláírt levél eredményeképp – valamint figyelembe véve egészségi állapotát –  idő előtt szabadult. Ezután Münchenben kezelték. 1995-ben halt meg szívelégtelenség következtében.
Élete során írt egy könyvet Csernobil, ahogy történt címmel a balesetről, ebben a saját szemszögéből nézve meséli el az eseményeket. Könyvében igyekezett a teljes felelősséget a tervezési hibákra hárítani és jelentősen próbálta csökkenteni a személyi felelősség súlyát.